# Penniverpa festina
Penniverpa festina är en tvåvingeart som först beskrevs av Daniel William Coquillett 1893.  Penniverpa festina ingår i släktet Penniverpa och familjen stilettflugor. Inga underarter finns listade i Catalogue of Life.